# Newmore Castle
Newmore Castle ist die Ruine einer Niederungsburg nördlich von Alness in der schottischen Council Area Highland.

## Geschichte
Erstmals wird Newmore Castle 1560 urkundlich erwähnt. Es gehörte damals den Munros of Milntown, speziell Andrew Munro, 5. von Milntown, den man zu Lebzeiten seines Vaters auch Andrew Munro of Newmore nannte.
Im 17. Jahrhundert gehörte die Burg einer anderen Linie des Clan Munro. Ihr berühmtester Besitzer war George Munro, 1. of Newmore, der Bruder von Sir Robert Munro, 3. Baronet of Foulis, dem Clanchef der Munros. George Munro befehligte die Truppen von König Karl II. von England nach der Stuart-Restauration. Wenn seine öffentlichen Aufgaben es erlaubten, empfing George Munro Besucher auf der Burg mit „grober, aber herzlicher“ Soldatenunterhaltung.
Newmore Castle blieb etliche Generationen lang in den Händen dieser Linie der Munros, fiel aber 1763 an die Munros of Culrain. Im Laufe des 19. Jahrhunderts verfiel die Burg.

## Beschreibung
Newmore Castle war einst ein dreistöckiges Tower House mit Treppenturm. Heute ist nur noch das Erdgeschoss erhalten, das eine Grundfläche von 10,9 × 7,3 Metern bedeckt und aus drei Räumen besteht, die mit einem Tonnendach abgedeckt sind. Die 0,6 Meter dicken Mauern stehen noch bis zu einer Höhe von 2,5 Metern. Daneben gibt es noch die niedrigeren Überreste des Treppenturms, der einst zu den oberen Stockwerken, zum Beispiel zum Rittersaal, führte. Auch der Eingang im Erdgeschoss, geschützt durch Schießscharten, ist noch erhalten.